# Маяк (Забайкальский край)
Маяк — посёлок в Оловяннинском районе Забайкальского края России.

## География
Находится в 38 километрах к юго-востоку от районного центра, посёлка городского типа Оловянная.
Климат
Климат характеризуется как резко континентальный, с большими колебаниями средних температур зимних и летних месяцев, а также резкими колебаниями температур в течение одних суток. Среднегодовая температура воздуха составляет −1,4 °С. Абсолютный максимум температуры воздуха — 39,2 °С; абсолютный минимум — −45,5 °С. Среднегодовое количество осадков — 342 мм.

## История
Основан в 1933 году.

## Население
Постоянное население составляло 193 человека в 2002 году (русские — 92 %), 134 человека в 2010 году.